# Jokin Mújika Aramburu
Jokin Mújika Aramburu (Itsasondo, Guipúscoa, 22 d'agost de 1962) és un ciclista basc que fou professional entre 1983 i el 1992. Del seu palmarès destaca la Volta a Galícia i el Gran Premi de la Bicicleta Eibarresa.
Un cop es va retirar del ciclisme en carretera, va competir en ciclocròs, una disciplina en què ja havia disputat de jove. Fins i tot va competir als Jocs Olímpics de 1996.

## Palmarès en ruta
- 1982
  - 1r al Memorial Valenciaga
  - Vencedor de 2 etapes a la Volta da Ascensión
- 1983
  - 1r al Memorial Valenciaga
- 1984
  - Vencedor d'una etapa a la Volta a Galícia
- 1986
  - Vencedor d'una etapa al Tour de la CEE
- 1987
  - 1r a la Volta a Galícia
- 1988
  - 1r al Gran Premi de la Bicicleta Eibarresa i vencedor d'una etapa
- 1989
  - 1r a la Clàssica als Ports de Guadarrama

### Resultats al Tour de França
- 1985. 45è de la classificació general
- 1986. 30è de la classificació general
- 1987. 41è de la classificació general
- 1988. 63è de la classificació general
- 1989. 78è de la classificació general

### Resultats al Giro d'Itàlia
- 1987. 11è de la classificació general
- 1989. 19è de la classificació general

### Resultats a la Volta a Espanya
- 1984. 49è de la classificació general
- 1985. 43è de la classificació general
- 1986. 76è de la classificació general
- 1988. 14è de la classificació general
- 1990. 62è de la classificació general

## Palmarès en ciclocròs
- 1993
  -  Campió d'Espanya de ciclocròs
- 1994
  -  Campió d'Espanya de ciclocròs
- 1996
  -  Campió d'Espanya de ciclocròs